# Cindy Rondón
Cindy Rondón Martínez (ur. 12 listopada 1988 roku w Santo Domingo) – dominikańska siatkarka, reprezentantka kraju, grająca na pozycji środkowej bloku. Obecnie występuje w dominikańskim Distrito Nacional.

## Kluby
- –2003:  Deportivo Nacional
- 2003–2004:  Bameso
- 2004–2005:  Modeca
- 2005–2006:  Megius Volley Club Padwa
- 2006–2007:  Vaqueras de Bayamón
- 2007–2009:  Denso Airybees
- 2009-:  Distrito Nacional

## Sukcesy
- 2008:  Wicemistrzostwo Japonii
- 2008:  Copa Panamericana
- 2008:  Final Four Cup

## Nagrody indywidualne
- 2008: Najlepiej blokująca zawodniczka Copa Panamericana